# Universidade Reichmann
A Universidade Reichman (em hebraico: אוניברסיטת רייכמן) é a única universidade privada de Israel, situada em Herzliya, no distrito de Tel Aviv. Fundada em 1994 como a faculdade particular IDC Herzliya, foi renomeada para Universidade Reichman em 2021.
Não recebe financiamento governamental direto e, em agosto de 2021, tornou-se a primeira universidade privada de Israel.

## História
A Universidade Reichman foi fundada em 1994 por Uriel Reichman como a faculdade privada israelense Centro Interdisciplinar de Herzliya (IDC Herzliya, em hebraico: המרכז הבינתחומי הרצליה).

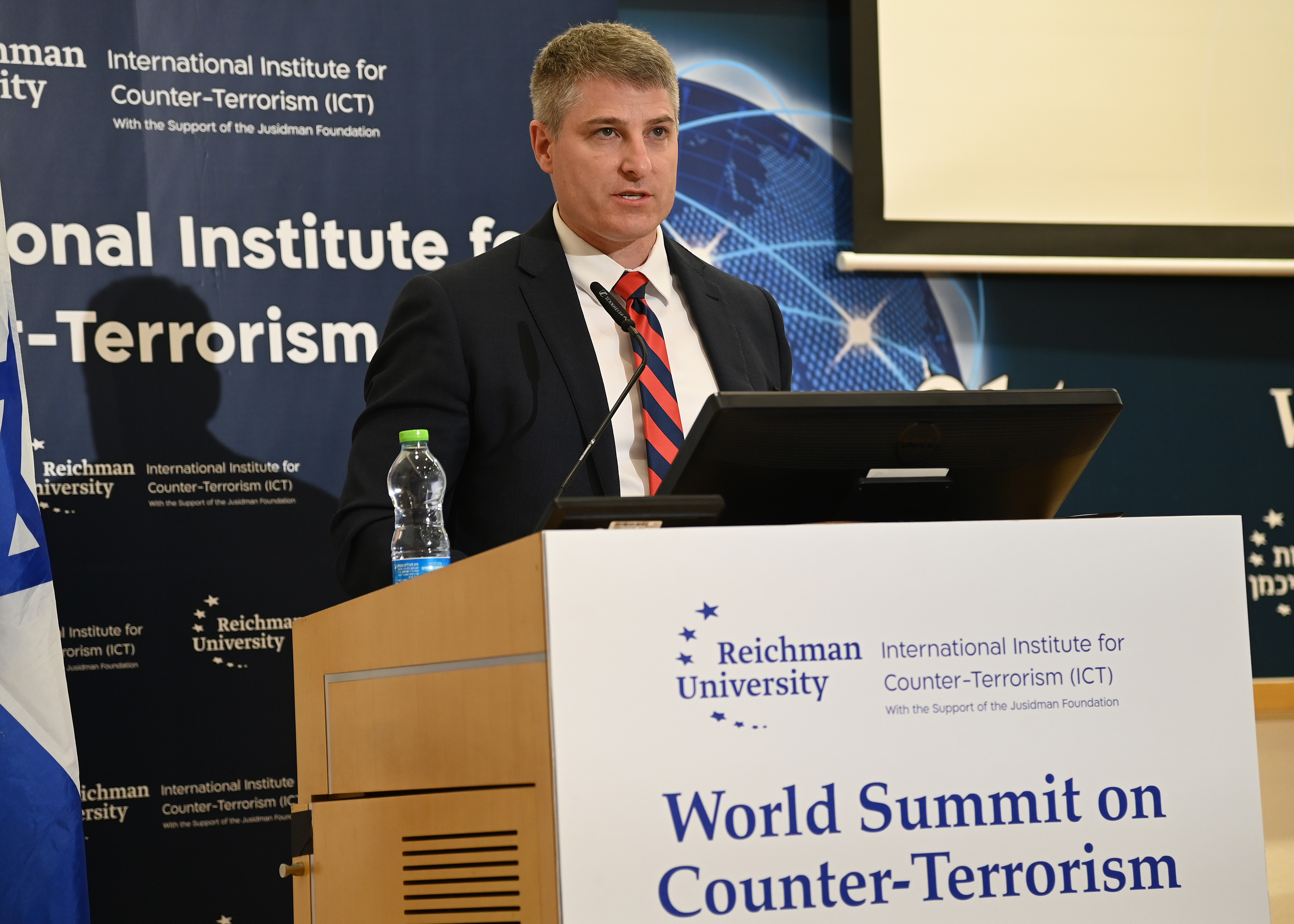
O embaixador Nides no 21º Encontro Mundial sobre Contraterrorismo, Universidade Reichman, 11 de setembro de 2022.

O campus está localizado na cidade de Herzliya, Israel, seis milhas ao norte da cidade de Tel Aviv, nos terrenos de uma antiga base da Força Aérea Israelense. A base serviu ao primeiro esquadrão da força aérea durante três meses na Guerra da Independência.
Em 2009, Alpha Epsilon Pi abriu a primeira fraternidade universitária em Israel no IDC.
Em 2012, a faculdade atraiu polêmica porque a Escola de Sustentabilidade foi financiada pelas principais empresas poluidoras de Israel.
Em 2018, a faculdade foi autorizada pelo Conselho Estadual a ministrar diversos cursos de doutorado, mas não foi autorizada a se autodenominar universidade. Em 2021, a faculdade foi autorizada a se autodenominar uma universidade.
A escola não recebe financiamento direto do governo.

## Organização e administração
As faculdades da universidade são:
- Escola Lauder de Governo, Diplomacia e Estratégia[8]
- Escola Internacional Raphael Recanati
- Escola de Negócios Arison
- Escola de Ciência da Computação Efi Arazi
- Escola de Comunicações Sammy Ofer
- Escola de Psicologia Baruch Ivcher
- Escola de Economia Tiomkin
- Faculdade de Direito Harry Radzyner
- Escola de Sustentabilidade

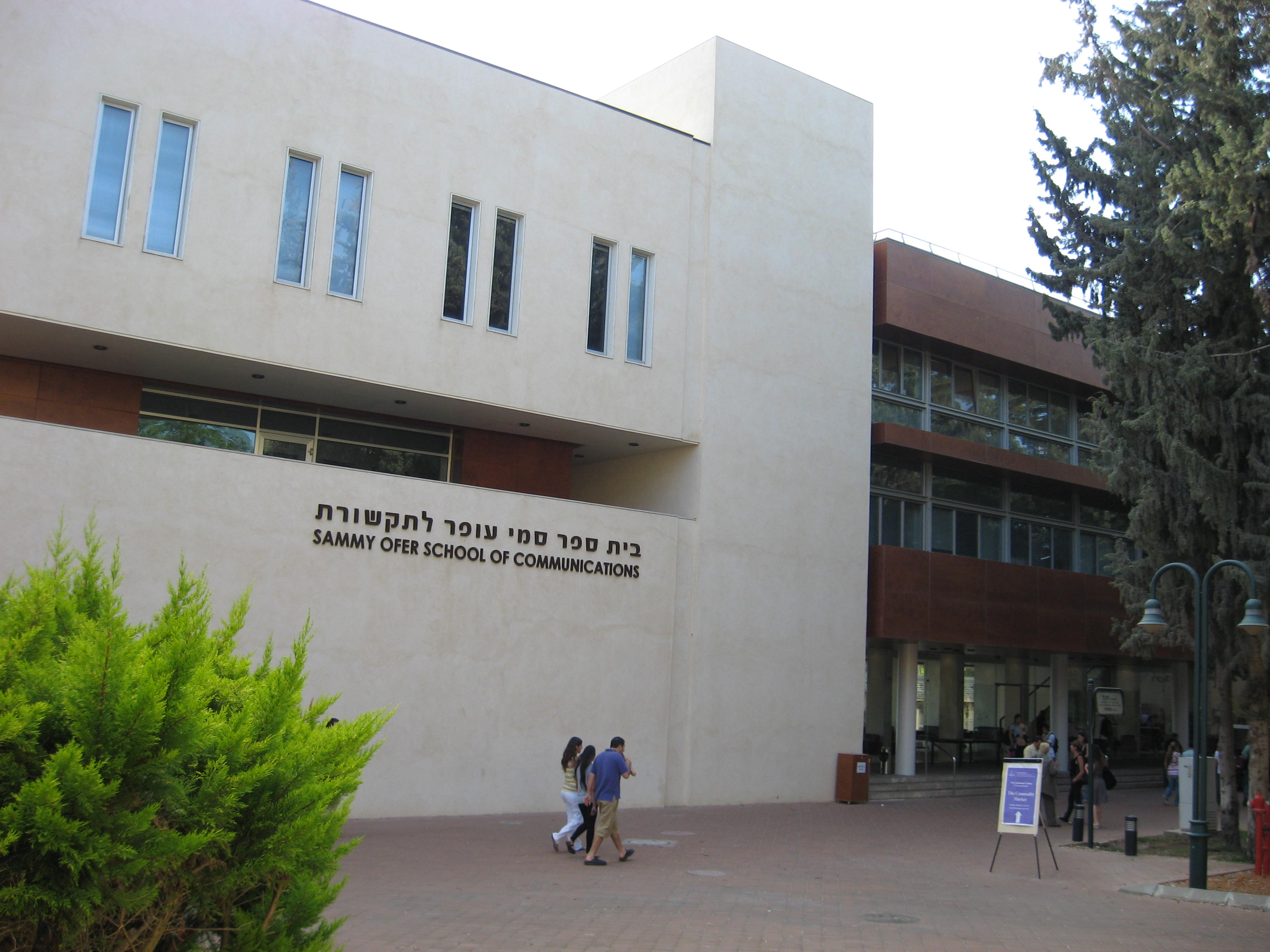
Prédio da Escola de Comunicações
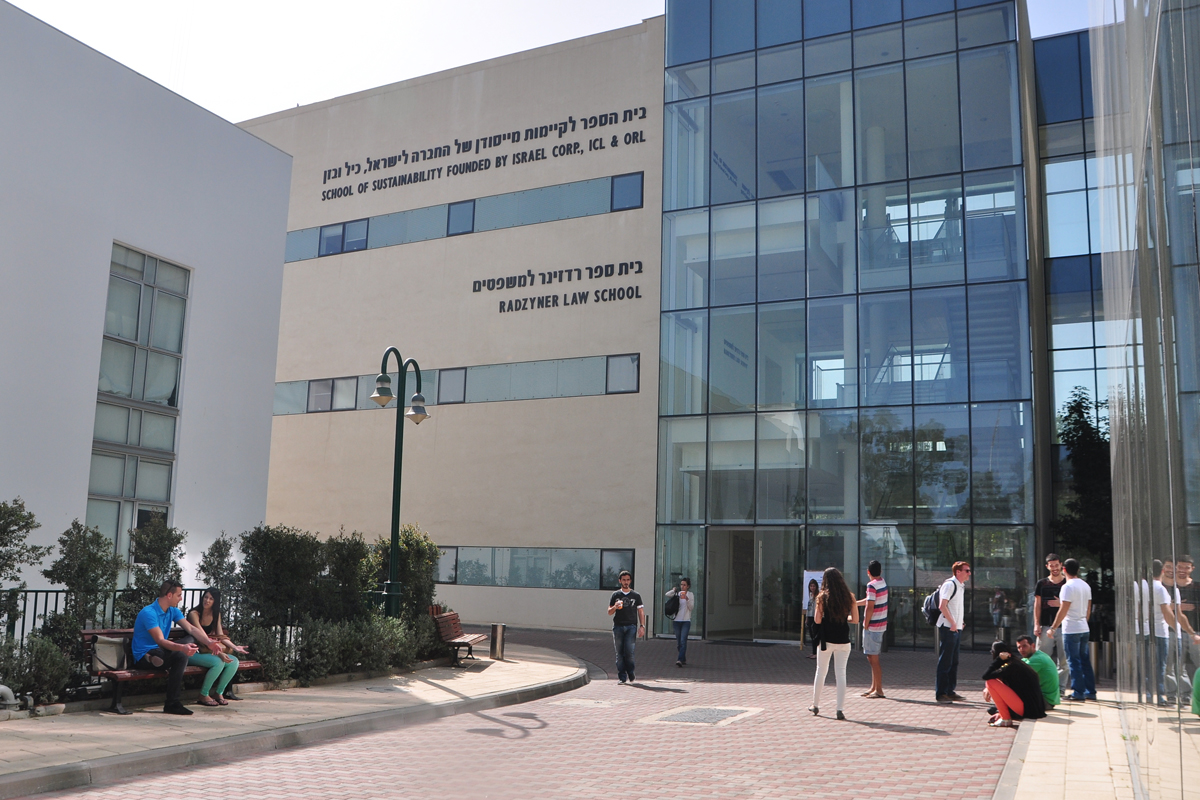
Edifício da Faculdade de Direito
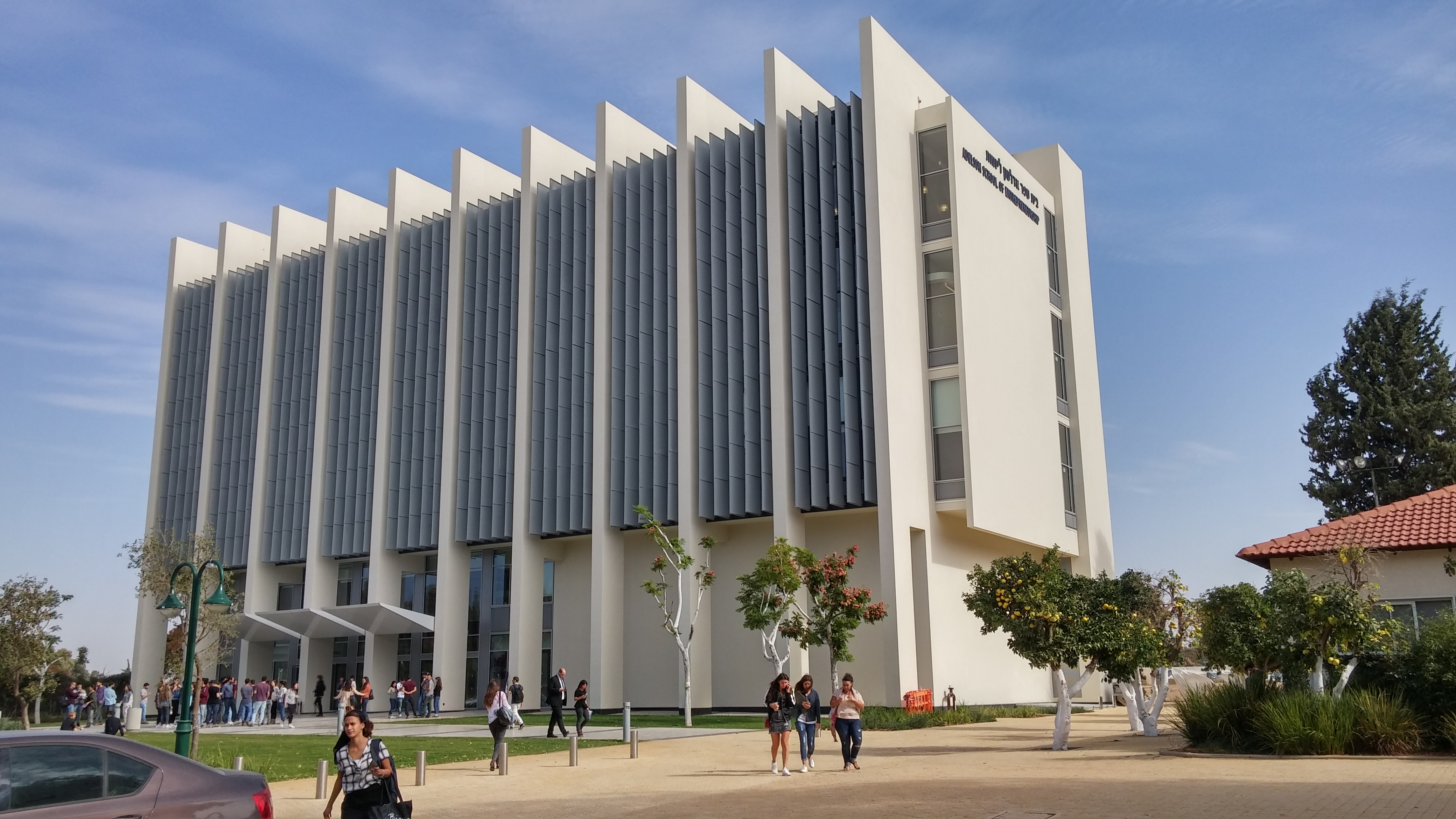
Edifício da Escola de Empreendedorismo
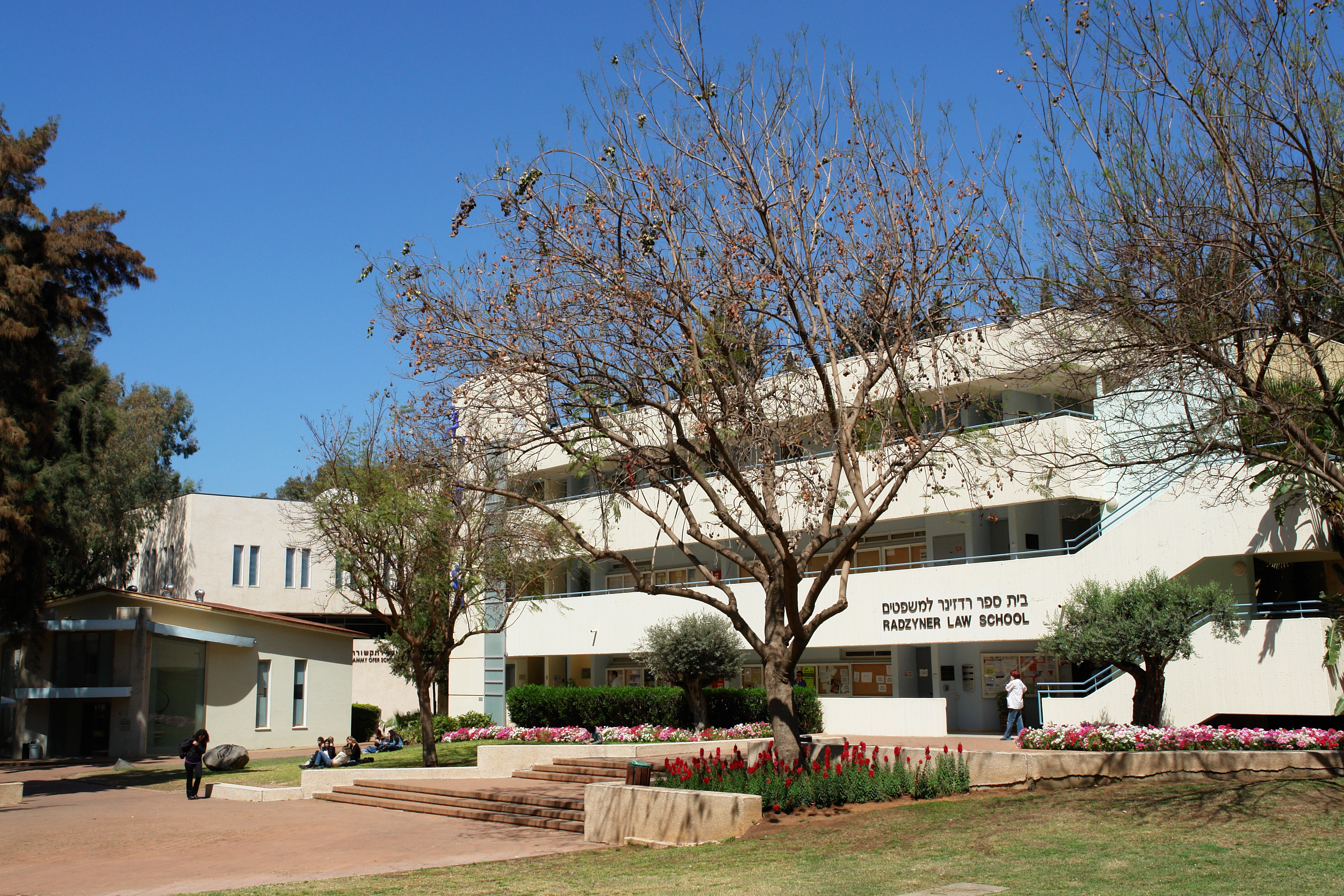
Edifício da Faculdade de Direito

## Acadêmicos
Em sua classificação de 2022, o Times Higher Education classificou a universidade na faixa 801–1000.

## Conferência de Herzliya
A Conferência de Herzliya é um fórum para discursos políticos organizado pelo Centro Interdisciplinar de Herzliya.

## Pessoas notáveis

### Administração
A equipe principal inclui:
- Rafi Melnick, presidente[11]
- Uriel Reichman, fundador e ex-presidente[12]
- Alex Mintz, reitor[13]
- Amnon Rubinstein, presidente do conselho
- Zvi Eckstein, reitor da Escola de Economia e da Escola de Negócios
- Boaz Ganor, reitor da Escola de Governo, Diplomacia e Estratégia
- Yossi Maaravi, reitor da Escola Adelson de Empreendedorismo[14]
- Uzi Arad, diretor fundador do Instituto de Política e Estratégia
- Eyal Biyalogorsky, professor de marketing e vice-reitor da Arison School of Business[15]
- Elette Boyle, professora de ciência da computação e diretora do Centro de Fundamentos e Aplicações da Teoria Criptográfica[16]

### Equipe notável
- Barak Libai, professor de marketing na Arison School of Business[14]
- Aharon Barak, professor de direito no programa de mestrado em Direito Comercial
- Yair Galily, pesquisador sênior do Instituto Internacional de Contra-Terrorismo (ICT) da Escola de Comunicações Sammy Ofer[14]
- Isaac Berzin, membro sênior do corpo docente[17]
- Anat Brunstein Klomek, professora associada
- Nadine Baudot-Trajtenberg, membro do corpo docente e professora da Tiomkin School of Economics[18]
- Anat Bremler-Barr, professora da Escola de Ciência da Computação Efi Arazi[19]
- Keren Barak, membro do corpo docente[20]
- Anat Berko, professora da Escola de Governo Lauder
- Tal Ben-Shahar
- Ron Malka, ex-professor de economia
- Shavit Matias, chefe do Programa de Diplomacia e Resolução de Conflitos,[21] e da Liderança Executiva do Instituto de Política e Estratégia[22]
- Daniel Rothschild, chefe do Instituto de Política e Estratégia (IPS), um Think Tank israelense na escola Lauder de Governo, Diplomacia e Estratégia[23][24]
- Alan Dershowitz
- Michael C. Dorf
- Zvi Eckstein, professor titular, reitor da Arison School of Business, reitor e fundador da Tiomkin School of Economics[25]
- Boaz Ganor, ex-reitor da Escola Lauder de Governo e Diplomacia

### Ex-alunos notáveis
- Gal Gadot
- Yair Netanyahu
- Matan Roditi (nascido em 1998), nadador de maratona olímpica
- André Lajst